# 普萊森特維尤 (肯塔基州)
普萊森特維尤（英語：Pleasant View）是位於美國肯塔基州惠特利縣的一個人口普查指定地區。

## 人口
根據2020年美國人口普查的數據，普萊森特維尤的面積為2.13平方千米，當中陸地面積為2.05平方千米，而水域面積為0.08平方千米。當地共有人口326人，而人口密度為每平方千米153.05人。